# Municipio de Huautepec
El municipio de Huautepec (del mazateca: huautepec ‘En el cerro de las águilas’) es uno de los 570 municipios que conforman al estado mexicano de Oaxaca. Pertenece al distrito de Teotitlán, dentro de la Región Sierra de Flores Magón. Su cabecera es la localidad de Huautepec.

## Geografía
El municipio abarca 44.83 km² y se encuentra a una altitud promedio de 1700 m s. n. m., oscilando entre 2400 y 200 m s. n. m.

## Demografía
De acuerdo al último censo, realizado por el INEGI en 2010, en el municipio habitan 5995 personas, repartidas entre 25 localidades.